# Лермонтово (Пензенская область)
Лермонтово — село в Белинском районе Пензенской области России. Административный центр Лермонтовского сельсовета.

## География
Расположено в 15 км к востоку от г. Белинского на автомагистрали Пенза — Тамбов, на равнине в верховьях Марарайки.

## История
Основано в 1732—1736 гг. князем Я. П. Долгоруковым, перевезшим крестьян из Суздальского, Костромского и других уездов. По его имени село изначально назвали Яковлевским. После постройки церкви во имя Николая Чудотворца, также было известно как Никольское. В 1794 г. супруги Михаил Васильевич Арсеньев и его жена Елизавета Алексеевна купили в совместную собственность с. Никольское и построили усадьбу, в которой прошли детские и отроческие годы поэта М. Ю. Лермонтова. С 1800 г. за селом закрепляется народное название Тарханы (в конце XVIII века крестьяне села состояли на оброке и тарханили, то есть занимались, помимо земледелия, продажей меда, воска, сала, дегтя и овчины, скупая их в соседних населенных пунктах). До 1917 г. село центр Тарханской волости Чембарского уезда. В селе имелись 3 церкви (во имя Михаила Архангела, во имя Марии Египетской (1820 г.) и во имя Николая Чудотворца), школы земская и церковноприходская, кредитное товарищество, 7 ветряных мельниц, валяльное заведение, 3 кузницы, 4 лавки.

## Население
| 1747 | 1795  | 1836  | 1864  | 1877  | 1897  | 1911  | 1926  | 1930  |
| ---- | ----- | ----- | ----- | ----- | ----- | ----- | ----- | ----- |
| 632  | ↗871  | ↗1184 | ↘787  | ↗891  | ↗1022 | ↗1327 | ↗1403 | ↗1470 |
| 1959 | 1979  | 1989  | 1998  | 2002  | 2010  |       |       |       |
| ↘790 | ↗1178 | ↗1241 | ↗1261 | ↘1206 | ↗1216 |       |       |       |

## Лермонтовский праздник поэзии
Проводится ежегодно в первое воскресенье июля с 1971 года.

## В топонимике
Как одно из «лермонтовских мест», под своим старинным названием Тарханы, поселение отображено в топонимике столицы (Тарханская улица у станции Лермонтовский проспект).
Санаторий в Пятигорске.